# Rodolfo Orlandini
Rodolfo Orlandini, född 1 januari 1905 i Buenos Aires, död 24 december 1990 i Buenos Aires, var en argentinsk fotbollsspelare.
Orlandini blev olympisk silvermedaljör i fotboll vid sommarspelen 1928 i Amsterdam.